# Johan (De Rode Ridder)
Johan is het hoofdpersonage en held in de strip- en boekenreeks over De Rode Ridder. Zijn bijnaam is De Rode Ridder, als verwijzing naar zijn rode tenue.

## De stripreeks
Al meer dan 200 albums lang komt de Rode Ridder op voor de zwakken en onderdrukten, en strijdt hij tegen onrechtvaardigheid. Daarbij maakte hij een opmerkelijke transformatie door: van een klassieke ridder (ontsproten aan het creatieve brein van Leopold Vermeiren) naar de fantasyheld (geëvolueerd door Karel Biddeloo) die hij nu is. In de loop van zijn avonturen bindt hij de strijd aan tegen Bahaal, de 'Prins der Duisternis', terzijde gestaan door Galaxa, fee van het licht, en vele andere kleurrijke bondgenoten.
In de eerste delen wordt niet veel bekendgemaakt over Johans herkomst. Wel is het duidelijk dat hij geen edelman is, maar een gewone krijgsman die door verdiensten ridder is geworden. Deze ridders zwoeren trouw aan kerk en koning en beschermden de zwakken en verdrukten. In deze functie zwerft Johan door het land, en raakt onderweg natuurlijk verzeild in allerlei situaties. Sinds het prille begin is Johan een man van principes: hij leeft strikt volgens de riddereed, en reizen zit hem in het bloed. In latere albums wordt naar zijn afkomst gerefereerd als halfbroer van Amelrick Pynnock een van de Heren van Rode.
Johan wordt voorgesteld als een reizende Vlaamse ridder (afkomstig uit het Hageland), met als vaste stek het kasteel van Horst. Hij trekt door Vlaanderen, maar ook andere Europese gebieden. Zo stelt hij in één album zijn zwaard in dienst van Koning Arthur, als ridder van de ronde tafel. In Camelot legt Johan de basis voor vele toekomstige avonturen. De semi-historische achtergrond, doorspekt met legenden en sagen, biedt volop stof voor nieuwe avonturen. Op deze locatie ontmoet hij ook diverse personages die later belangrijke figuren in de reeks zullen worden. Zo leren we Merlijn de Tovenaar kennen, Lancelot, die zijn beste vriend wordt, en aartsvijand Bahaal.
Na ongeveer 20 albums waarbij de Rode Ridder Koning Arthur dient trekt hij na de dood van de vorst weer de wijde wereld in. Zo zwerft hij een tijdlang door Duitsland, in het Rijngebied (bijvoorbeeld De Lorelei) en trekt hij zelfs naar het Verre Oosten. Langzaam verandert het decor waarin de ridder zijn avonturen beleeft en komt hij in meer fantasierijke steden, landen en gebieden aan. De fantasy-elementen doen steeds meer hun intrede, en het klassieke ridderverhaal wordt langzaam naar de achtergrond verschoven. Ook treft Johan zijn grote liefde, Galaxa, de fee van het Licht, en samen bestrijden zij in vele albums daarna het Kwaad in de hoop ooit samen te kunnen zijn. Zijn onbereikbare liefde voor Galaxa is een terugkerend thema en Johans drijfveer in de reeks. Sinds album 207 tekent Claus Scholz de Rode Ridder en verzorgt Martin Lodewijk het scenario. Onder hun hoede keren de klassieke ridderidealen en echt bestaande locaties weer terug in de reeks. Ook is er sinds album 208 De blauwe heks een nieuw belangrijk nevenpersonage opgedoken: de vrouw Indigo Magiste die hij redt van de brandstapel en zijn nieuwe geliefde wordt. Haar vader, de blinde alchemist van Toledo, de heer Magiste is een andere belangrijke figuur.

## De boekenreeks
In de boekenreeks wordt Johan voorgesteld als een jonge laat, Jo genaamd. Hij weet te ontsnappen van zijn ruwe heer en trekt de bossen in om daar te leven als een soort Robin Hood. Door zijn nobele daden wordt hij bevriend met arm en rijk en krijgt hij aanzien in de buurt. Als er opgeroepen wordt tot kruistocht vertrekt hij met zijn vriend Koenraad naar Israël. Daar speelt hij een hoge en belangrijke rol.

## Standbeeld
- Sinds 2010 staat er in Middelkerke een bronzen standbeeld van Johan op de zeedijk ter hoogte van de Paul Houyouxstraat.